# Vanity Fair (британський журнал)
Vanity Fair («Ярмарок марнославства») — щотижневий журнал, що видавався у Великій Британії з 1868 по 1914 роки. Найбільш відомий завдяки серіям кольорових карикатур, опублікованих у ньому.

## Історія
Журнал був заснований в 1868 році Томасом Боулзом, бажали висвітлити широкі аспекти життя вікторіанського суспільства. Перший випуск журналу було надруковано 7 листопада 1868 року. Читачі знайшли в ньому статті про тогочасній моді, новини життя і театру, опис книжкових новинок, свіжі скандали тощо. Спочатку багато матеріалів писалися самим Боулзом, який використовував різні псевдоніми, проте в числі авторів з часом з'явилися і такі люди як Льюїс Керрол, Пелем Гренвіль Вудхауз та інші.
У 1911 році журнал мав фінансові труднощі і його тодішній власник Френк Харріс (англ. Frank Harris) продав його Томасу Аллінсону (англ. Thomas Allinson), який бажав відродити видання. Спроба не вдалася і останній номер журналу вийшов друком 5 лютого 1914 року, після чого журнал об'єднали з виданням Hearth and Home.

## Карикатури
У більшості номерів була кольорова літографія з карикатурою на відомого людини або злободенне подія. За весь час було випущено більше двох сотень карикатур, які склали культурна спадщина журналу. Карикатури створювалися багатонаціональним колективом авторів. Серед них: Макс Бірбом, Карло Пеллегріні, Мельхіоре Дельфіко, Томас Наст, Джеймс Тіссо та інші. Завдяки цим карикатур журнал не забутий і в наші дні.